# HDMS Sehested (P547)
Le HDMS Sehested (P547) était un navire d'attaque rapide de classe Willemoes' de la marine royale danoise qui était en service de 1978 à 2000. Il est maintenant amarré à Holmen à Copenhague où il sert de navire musée privé avec les navires du Musée naval royal du Danemark. Le navire porte le nom de Christen Thomesen Sehested, un vice-amiral danois pendant la Grande Guerre du Nord (1709-1721).

## Historique
Les unités de classe Willemoes étaient des navires d'attaque rapide fabriquées au Danemark et construits pour la défense navale du Danemark pendant la guerre froide. Le Sehested a été construit au chantier naval de Frederikshavn. Il était armé d'un canon automatique de 76 mm sur le pont avant, flanqué de deux tubes lance-torpilles de 533 mm. Six lance-roquettes de 103 mm ont été installés sur la superstructure, et huit lanceurs de missiles anti-navires Harpoon se trouvaient à l'arrière. Le navire transportait seize mines, deux missiles sol-air Stinger et des lanceurs de paillettes Seagnat. 16 mines ne pouvaient être installées que si les deux tubes lance-torpilles étaient retirés et remplacés par des supports de mines. Si les tubes lance-torpilles étaient en place, la capacité de la mine était limitée à quatre mines. Si les quatre supports de mine étaient supprimés, deux tubes lance-torpilles supplémentaires pourraient être montés (ces tubes venaient préchargés, de l'arsenal terrestre, et ne pouvaient être rechargés qu'en les démontant à nouveau). Le navire était propulsé par trois moteurs à turbine à gaz Rolls-Royce Proteus sur les trois arbres, tandis qu'il y avait deux moteurs diesel GM 8V71 sur les deux arbres extérieurs uniquement pour assurer une manœuvrabilité à basse vitesse. En 1999, le Sehested a atteint une vitesse de pointe de 42,5 nœuds, qui était la vitesse la plus élevée enregistrée et documentée.
Les dents de requins peintes sur le navire ont été autorisées par le commandant de l'escadron au début de 2000, en raison du sort du navire.

### Préservation
Dans l'accord de défense danois de 2000 (danois : Forsvarsforliget), il a été décidé de supprimer progressivement la classe Willemoes et Sehested a été mis hors service le 31 décembre 2000.
Il a été remis au musée naval royal du Danemark et amarré à la base navale historique de Holmen à Copenhague pour servir de navire musée.